# World Series 2010
Le World Series 2009 sono state la 106ª edizione della serie di finale della Major League Baseball al meglio delle sette partite tra i campioni della National League (NL) 2010, i San Francisco Giants, e quelli della American League (AL), i Texas Rangers. A vincere il loro sesto titolo furono i Giants per quattro gare a una.
Per i Giants si trattò del primo titolo dal 1954, nonché il primo dopo il trasferimento nella città di San Francisco da New York nel 1958. Per i Rangers invece si trattò della prima apparizione alle World Series in 50 anni di storia. MVP della serie fu l'interbase Édgar Rentería.

## Sommario
San Francisco ha vinto la serie, 4-1.

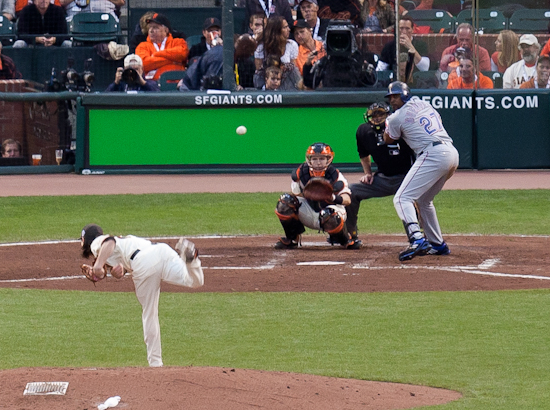
Un lancio di Tim Lincecum in gara 1

| Gra | Data        | Risultato                                    | Stadio                        | Tempo | Pubblico |
| --- | ----------- | -------------------------------------------- | ----------------------------- | ----- | -------- |
| 1   | 27 ottobre  | Texas Rangers – 7, San Francisco Giants – 11 | AT&T Park                     | 3:36  | 43.601   |
| 2   | 28 ottobre  | Texas Rangers – 0, San Francisco Giants – 9  | AT&T Park                     | 3:17  | 43.622   |
| 3   | 30 ottobre  | San Francisco Giants – 2, Texas Rangers – 4  | Rangers Ballpark in Arlington | 2:51  | 52.419   |
| 4   | 31 ottobre  | San Francisco Giants – 4, Texas Rangers – 0  | Rangers Ballpark in Arlington | 3:09  | 51.920   |
| 5   | 1º novembre | San Francisco Giants – 3, Texas Rangers – 1  | Rangers Ballpark in Arlington | 2:32  | 52.045   |

## Hall of Famer coinvolti
- Giants: nessuno
- Rangers: Vladimir Guerrero